# Jadran Ferluga
Jadran Ferluga, slovenski zgodovinar, bizantolog, * 12. februar 1920, Trst, † 27. januar 2004, Piran.

## Življenje in delo
Jadran Ferluga se je rodil v slovenski družini v Trstu in se šolal na Reki in v Čedadu. Zaradi sodelovanja s protifašističnimi organizacijami je bil leta 1940 zaprt na Reki in nato interniran v južni Italiji. Po kapitulaciji Italije se je pridružil britanski vojski in bil med drugim častnik za zvezo z jugoslovanskimi partizani. Po koncu vojne je do leta 1947 študiral zgodovino na pariški Sorboni, študij pa je leta 1949 zaključil na beograjski univerzi. Med študijem v Parizu je bil sodelavec jugoslovanske delegacije na pariški mirovni konferenci.
Po diplomi je postal asistent na katedri za bizantinistiko beograjske Filozofske fakultete. Pod mentorstvom znamenitega ruskega bizantologa Ostrogorskega je leta 1956 doktoriral in nato do leta 1970 predaval na beograjski Filozofski fakulteti srednjeveško zgodovino Jugoslavije. Po tem je prevzel stolico za bizantinistiko na münstrski univerzi in tam predaval vse do upokojitve leta 1985. Po upokojitvi je v letih 1987, 1989 in 1992 predaval še na Oddelku za zgodovino ljubljanske filozofske fakultete. Oddelku je zapustil tudi svojo bogato knjižnico.
Raziskoval je predvsem zgodnjesrednjeveško bizantinsko zgodovino, s posebnim poudarkom na Balkanu. Uveljavil se je kot mednarodno pomemben bizantolog, med drugim je bil področni urednik prestižnega Lexikon des Mittelalters.

## Dela

### Monografije
- Vizantiska uprava u Dalmaciji. Beograd, 1957.
- Byzantium on the Balkans : Studies on the Byzantine Administration and the Southern Slavs from the VIIth to the XIIth Centuries. Amsterdam, 1976. ISBN 90-256-0702-0
- L'amministrazione Bizantina in Dalmazia. 2. izd. Venezia, 1978.
- Bizantinska družba in država. Ljubljana, 1992.
- Untersuchungen zur byzantinischen Provinzverwaltung : VI-XIII Jahrhundert : Gesammelte Aufsätze. Amsterdam, 1992. ISBN 90-256-0992-9

### Članki v znanstvenih revijah in zbornikih
- »Pota in metode bizantinske politične in kulturne ekspanzije na Balkanu od srede VII. do prvih desetletij XI. stoletja«, Zgodovinski časopis 41 (1987), str. 573-583;
- »Kolonizacijska politika bizantinske oblasti od VII. do XIII. stoletja«, Zgodovinski časopis 42 (1988), str. 13-26;
- »Bizanc na Jadranu (6.-13. stoletje)«, Zgodovinski časopis 44 (1990), str. 363-386;
- »Bizantinsko podeželje v »Spominih in nasvetih« tesalskega veleposestnika XI. stoletja«, Zgodovinski časopis 49 (1995), str. 159-174.